# Nacktstirnkuckuck
Der Nacktstirnkuckuck (Phaenicophaeus pyrrhocephalus), auch Rotgesicht-Malkoha, gehört zur Familie der Kuckucke (Cuculidae). Er ist endemisch auf Sri Lanka und ist ein Standvogel. Anders als viele Kuckucke ist er kein obligater Brutschmarotzer, sondern zieht seinen Nachwuchs selbst groß.
Der Nacktstirnkuckuck lebt in dichten Wäldern, deren Bestand in Sri Lanka zunehmend zurückgehen. Entsprechend ist auch die Population dieser Kuckucksart seit langem rückläufig und die IUCN hält es für möglich, dass die weltweite Population nur noch wenige hundert Individuen beträgt. Die Bestandssituation wird entsprechend mit „vu“ (vulnerable – gefährdet) angegeben.

## Beschreibung
Der Nacktstirnkuckuck erreicht eine Körperlänge von 40 bis 46 cm. Auf den Schwanz entfallen dabei rund 29 Zentimeter. Es gibt keinen sehr auffälligen Geschlechtsdimorphismus, die Geschlechter lassen sich jedoch an der Farbe der Iris unterscheiden. Männchen haben eine braune Iris, während Weibchen eine weißliche haben.
Nacktstirnkuckucke haben große, hell apfelgrüne Schnäbel. Das Gesicht wirkt nackt, ist jedoch mit kurzen, haarähnlichen und leuchtend roten Feder bestanden. Sie kontrastieren mit einem weißen Wangenstreifen und einer schwarzen Oberkopf. Der Nacken und die Halsseiten sind gleichfalls schwarz mit einem individuell unterschiedlichem Grad an weißer Fleckung. Das Kinn ist weiß, die Kehle und die Vorderbrust dagegen schwarz. Die übrige Brust sowie die Flanken, der Bauch und die Unterschwanzdecken sind weiß. Die Körperoberseite und die Schwingen sind schwarz mit einem grünlichen oder bläulichen Schimmer. Die Oberschwanzdecken sind dunkelgrün und weiß umrandet. Der Schwanz ist lang, gestuft und endet mit einem breiten weißem Band. die Füße sind graublau oder bläulich grün.
Jungvögel ähneln den adulten Vögeln, bei ihnen ist die rote Gesichtsbefiederung jedoch noch weniger ausgeprägt, das beim adulten Vogel schwarze Gefieder hat bei ihnen sind bräunlich und die Schwanzfedern sind kürzer.

## Verbreitung und Lebensraum

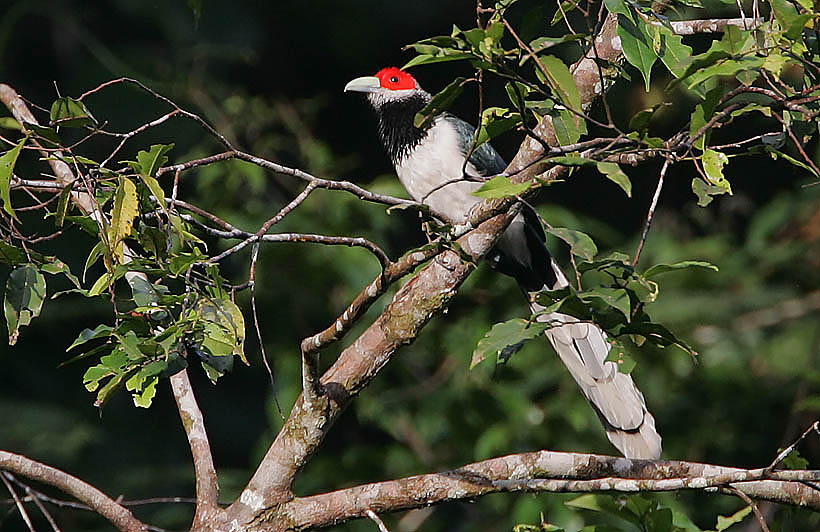
Nacktstirnkuckuck, Männchen

Der Nacktstirnkuckuck ist ein Standvogel Sri Lankas. Es gibt einige wenige und von Erhitzøe als zweifelhaft eingestufte Beobachtung dieser Art aus den indischen Bundesstaaten Kerala und Tamil Nadu. Er ist dort vermutlich nur ein Irrgast.
Der Lebensraum der Nacktstirnkuckucke sind dichte, hochgewachsene und luftfeuchte Primärwälder mit dichtem Unterholz. Er ist nur sehr selten in Sekundärwald oder in der Nähe von Kulturland zu beobachten. Seine Höhenverbreitung reicht bis zu 1700 Meter, Beobachtungen oberhalb von 920 Meter sind jedoch selten und alle älteren Datums.  Erhitzøe hält es deswegen für möglich, dass auf Grund der Fragmentierung der Wälder, die seinen Lebensraum darstellen, sich der Nacktstirnkuckuck nur noch in den niedrigeren Regionen Sri Lankas aufhält.

## Lebensweise

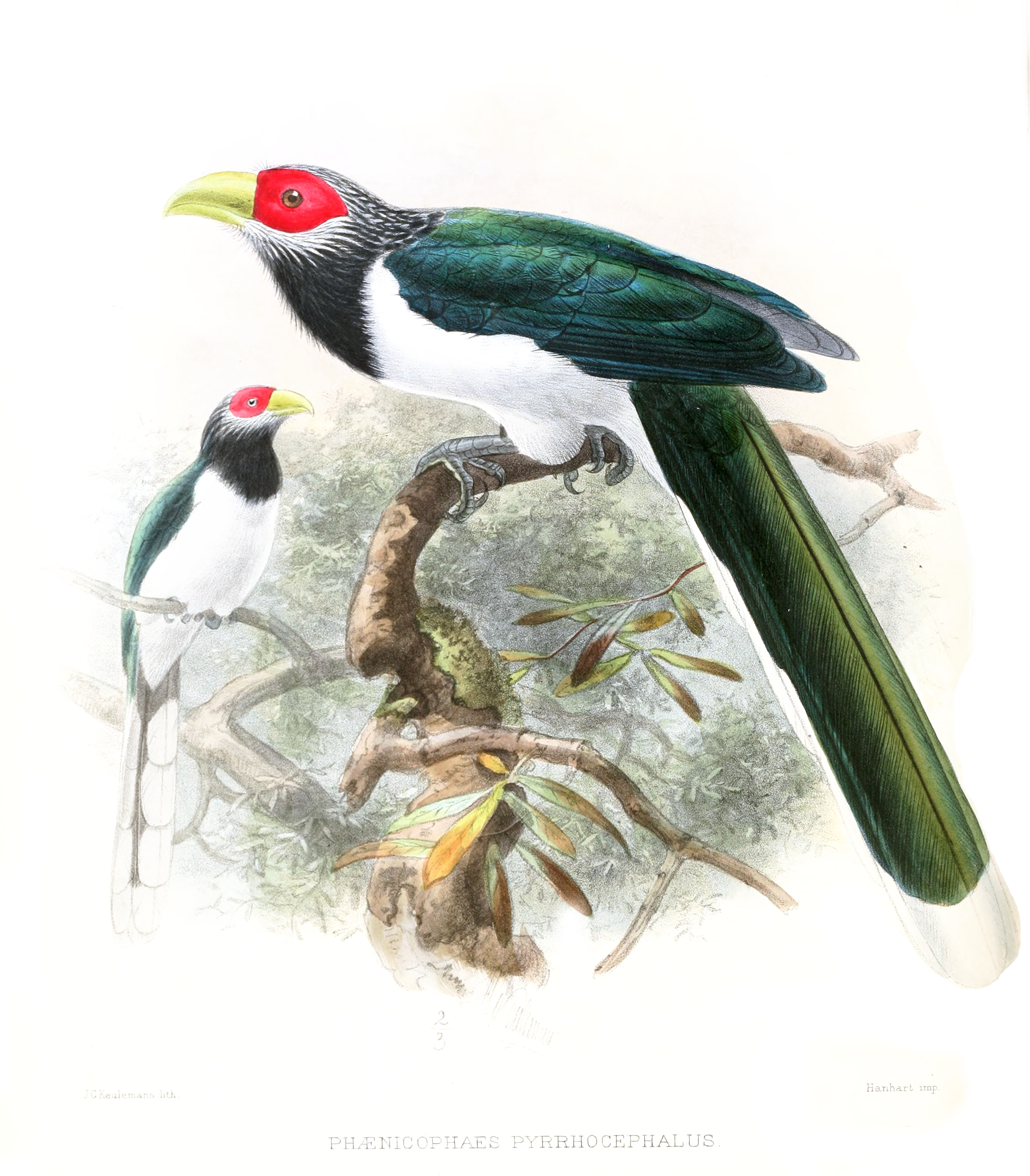
John Gerrard Keulemans, 1878. Darstellung der Nacktstirnkuckucke

Die Lebensweise der Nacktstirnkuckucke ist noch nicht abschließend untersucht. So ist der Zeitraum und die Dauer der Brutperiode unklar. Indizien weisen jedoch darauf hin, dass die Brutperiode in den Zeitraum Januar bis Mai fällt und es möglicherweise eine zweite Brutperiode in den Monaten August bis September gibt.
Die bislang gefundenen Nester befanden sich hoch in Bäumen, die Nestplattform war eine dichte Unterlage aus 15 bis 20 Zentimeter langen Ästen. Das Nest ist napfförmig und mit Blättern ausgelegt. Das Gelege besteht aus zwei bis drei kreideweißen Eiern. An der Aufzucht der Nestlinge sind beide Elternvögel beteiligt.
Der Nacktstirnkuckuck lebt vermutlich überwiegend von Insekten, nachgewiesen sind außerdem Früchte und Beeren als Teil seiner Nahrung.

## Gefährdung
Früher war der Nacktstirnkuckuck von Südindien bis Sri Lanka verbreitet. Vor allem die Zerstörung der Wälder haben ihn auf wenige Schutzgebiete im Süden Sri Lankas verdrängt. Als Hauptgefährdung gelten Edelsteinabbau, Brandrodung, Brennholzeinschlag sowie Umwandlung der Waldgebiete in Ackerbauflächen oder Plantagen. Als eine Art, die auch eine dicht geschlossene Wipfelbereich angewiesen ist, reagiert er auch auf das selektive Herausschlagen einzelner großer Bäume sehr empfindlich. Verbreitungsschwerpunkt ist heute der Sinharaja World Heritage Reserve mit einer Größe von 11.187 Hektar. Die zunehmende Fragmentierung des Lebensraumes kann zu einer zunehmenden Inzucht führen.
Sein Bestand wird auf 2.500 bis 10.000 Exemplare geschätzt. Trotz Schutzmaßnahmen ist aber ein Sinken der Population zu verzeichnen, so dass er von der IUCN als vulnerable (gefährdet) klassifiziert wird.

## Einzelbelege
1. 1 2  Phaenicophaeus pyrrhocephalus in der Roten Liste gefährdeter Arten der IUCN 2008. Eingestellt von: BirdLife International, 2008. Abgerufen am 28. August  2016.
2. 1 2 3 4 5 6 7 8  Erhitzøe, Mann, Brammer, Fuller: Cuckoos of the World. S. 242.
3. 1 2 3  Erhitzøe, Mann, Brammer, Fuller: Cuckoos of the World. S. 243.